# Montezuma (Colorado)
Montezuma is een plaats (town) in de Amerikaanse staat Colorado, en valt bestuurlijk gezien onder Summit County.

## Demografie
Bij de volkstelling in 2000 werd het aantal inwoners vastgesteld op 42.
In 2006 is het aantal inwoners door het United States Census Bureau geschat op eveneens 42.

## Geografie
Volgens het United States Census Bureau beslaat de plaats een oppervlakte van
0,2 km², geheel bestaande uit land. Montezuma ligt op ongeveer 3143 m boven zeeniveau.

## Plaatsen in de nabije omgeving
De onderstaande figuur toont nabijgelegen plaatsen in een straal van 24 km rond Montezuma.